# 王瀧村
王瀧村（日语：／ Ōtaki mura */?）為長野縣西南部的一村。

## 行政

### 村長
瀬戶普 2006年2月12日就任

### 所轄廣域連合
- 木曾廣域連合

### 所轄警察署
- 木曾警察署

### 所轄消防署
- 木曾廣域消防本部

## 隣接自治體
- 長野縣
  - 木曾郡：大桑村・上松町・木曾町
- 岐阜縣
  - 下呂市
  - 中津川市

## 教育
- 村立王瀧小學校
- 村立王瀧中學校

## 交通

### 道路
- 長野縣道256號御岳王瀧黒澤線

## 出身著名人
- 越和宏（俯式冰撬選手）